# Yung Rajola
Yung Rajola   (Lleida, 24 de febrer de 1994) és un raper i artista multidisciplinari català. És membre del col·lectiu Trap With Moderation conjuntament amb D. Mos, Marc Vi i Àlex Alcalde, amb els quals ha publicat diversos senzills. El nom de Yung Rajola prové de la voluntat de fer un Instagram de fotos de rajoles en l'època en què dir-se Lil o Yung estava de moda.

## Trajectòria
Pintor vocacional a l'oli, després d'estudiar periodisme va treballar com a guionista publicitari. Quintí Casals va començar a cantar per influència dels seus companys de pis a Collblanc volent fer una sàtira dels cantants de trap. Les seves lletres, com els estats d'ànim, oscil·len entre la ràbia i l'ensopiment, la misantropia i l'esperança, i expliquen les vivències d'un ponentí que arriba a la ciutat comtal una mica «com Will Smith a El Príncep de Bel Air».
Després del seu primer EP, Colors Pt.1, el gener de 2021 presentà el seu primer àlbum d'estudi «nascut de la improvisació i la incertesa, amb cançons més reflexives i emocionals», Cor trencat, produït per Sr. Chen, Emlan i Vicent Monfà «Neptú», i les col·laboracions de Lildami i El Noi de Tona. Al 2022 publicà </3, un EP amb el que tancà l'etapa de Cor trencat i que comptà amb la col·laboració de The Tyets a «Cada dia».
El maig de 2023 presentà «De flor en flor», el primer senzill del seu nou àlbum que veié la llum a la tardor amb el títol de Peter Pan, el qual representà el pas cap a una sonoritat més pop, i comptà amb la producció de Pep Saula, del grup Sexenni.

## Discografia
- Colors Pt.1 (Krakhaus Records, 2019)
- Cor trencat (Halley Records, 2021)[11]
- </3 (Halley Records, 2022)[8]
- Peter Pan (Halley Records, 2023)[12]